# Kościół św. Józefa w Upadłych
Kościół św. Józefa – zabytkowy, neogotycki kościół filialny z 1863 roku, położony we wsi Upadły, w województwie zachodniopomorskim, w powiecie kamieńskim, w gminie Golczewo. Wpisany do rejestru zabytków pod numerem A-754 z 27 października 2010 roku.

## Opis
Kościół zbudowany jest w stylu neogotyckim z kamienia ciosanego i cegły. Nad głównym wejściem umiejscowiona jest wieża z niewielkimi oknami, a pozostałe okna świątyni są zakończone łukiem. Kościół ma dach siodłowy, natomiast dach prezbiterium jest pięciospadowy. Wnętrze zawiera empory chóru muzycznego, które wspierają sześć kolumn. Sufit świątyni jest drewniany i pomalowany na biało oraz brązowo.
Prezbiterium mieści się w niewielkiej pięciobocznej przybudówce, oddzielonej od głównej części kościoła łukowatym wejściem. W centralnym punkcie znajduje się ołtarz w stylu gotyckim, na którym umieszczona jest figura św. Józefa, a poniżej znajduje się tabernakulum. Po obu stronach prezbiterium, w nawie głównej, znajdują się dwa ołtarze boczne. Na jednym z nich stoi figura Najświętszej Maryi Dziewicy, a na drugim figura Najświętszego Serca Pana Jezusa. W kościele wyróżnia się również drewniana ambona, wsparta na filarze, z wejściem po schodkach. Na ścianach można zobaczyć stacje drogi krzyżowej.